# Darat Sawah Ulu
Darat Sawah Ulu is een bestuurslaag in het regentschap Bengkulu Selatan van de provincie Bengkulu, Indonesië. Darat Sawah Ulu telt 971 inwoners (volkstelling 2010).